# Thomas Boston
Thomas Boston (Duns, 17 de março de 1676 - Duns, 20 de maio de 1732) foi um líder da Igreja da Escócia.

## Vida
Ele nasceu em Duns. Seu pai, John Boston, e sua mãe, Alison Trotter, ambos foram Covenanters. Foi educado em Edimburgo na Escócia , e licenciado em 1697 pelo Presbitério de Chirnside. Em 1699 ele tornou-se ministro da pequena paróquia de Simprin, onde havia apenas 90 pessoas passíveis de exame. Em 1704 ele descobriu, ao visitar um membro de seu rebanho, um livro trouxe para a Escócia por um soldado da Commonwealth. Esse foi o famoso "medula de divindade moderna", por Edward Fisher, um compêndio das opiniões dos principais teólogos da Reforma sobre a doutrina da graça e da oferta do Evangelho, que desencadeou a polêmica Medula Óssea.
Seu objeto era demonstrar a gratuidade incondicional do Evangelho. Ele cancelou afastado condições, tais como arrependimento, ou algum grau de aperfeiçoamento ou de aperfeiçoamento da Reforma, e argumentou que, quando Cristo é recebido calorosamente, arrependimento total e uma nova vida seguir. Por recomendação de Boston, James Hog de Carnock reimpresso A medula óssea em 1718, e Boston também publicou uma edição com notas de sua autoria. O livro, sendo atacado do ponto de vista do calvinismo alta, tornou-se o padrão de uma medida de grande circulação no presbiterianismo escocês.
Os homens de Medula foram marcadas pelo zelo de seus serviços e os efeitos de sua pregação. Como eles permaneceram calvinistas, não poderia pregar uma expiação universal; Redentoristas, mas foram em particular. Em 1707 foi traduzido para o Boston Ettrick, na Escócia. Ele foi o único membro da Assembleia que entrou em um protesto contra a leveza da pena proferida em John Simson, professor de Teologia em Glasgow, que foi acusado de ensino heterodoxo na Encarnação.
Sua autobiografia é o registro da vida escocesa, com toques umorous, intencional ou não. Seus livros, O Estado quádrupla, a trafulha no lote, e seu Corpo da Divindade e mixagens, teve uma poderosa influência sobre os camponeses da Escócia. Suas memórias foram publicadas em 1776 (ed. GD Low, 1908). Uma edição de suas obras em 12 volumes apareceram em 1849.

## Publicações
DNB lista:
- 'Sermon' (Hos. ii. 19, pregado em 24 de agosto de 1714), 1715, reimpresso 1732.
- 'Reasons for refusing the Oath of Abjuration,' 1719.
- 'Human Nature in its Four-fold Estate,' &c. Edinburgh, 1720, 8vo (muitas vezes reimpresso; traduzido para o galês 1767; para o gaélico 1837, reimpresso em 1845; edição revisada pelo Rev. Michael Boston, neto do autor, Falkirk, 1784, 8vo; abreviado, com o título 'Submission to the Righteousness of Christ,' Birmingham, 1809)
- 'Queries to the Friendly Adviser, to which is prefixed a Letter to a Friend, concerning the affair of the Marrow,' &c., 1722, 8vo.
- 'Notes to the Marrow of Modern Divinity,' 1726.
- 'The Mystery of Christ in the form of a Servant,' &c. (sermão sacramental, Phil. ii. 7), Edimburgo, 1727, 8vo.
- 'A View of the Covenant of Grace,' 1734, 8vo.
- 'Thomæ Boston, ecclesiæ Atricensis apud Scotos pastoris, Tractatus Stigmologicus, Hebræo-Biblicus. Quo Accentuum Hebræorum doctrina traditur, variusque eorum, in explananda S. Scripture, usus exponitur. Cum præfatione viri reverendi & clarissimi Davidis Millii,' Amstelædami, 1738, 4to ((um belo volume, com muitas placas de cobre; dedicado pelo filho de Boston, Thomas, a Sir Richard Ellys, bart.; o prefácio de Mill é datado de Utrecht, 6 de fevereiro 1738; ele não endossa a opinião de Boston, de que os sotaques hebraicos são de origem divina. pressione 'Um ensaio sobre os primeiros vinte e três capítulos do Livro do Gênesis; em uma versão dupla do texto original, ' com notas, teológicas e filológicas; neste trabalho, ele mostrou a utilidade de sua teoria dos acentos hebraicos e fez uso do elaborado sistema de pontuação que ele havia elaborado para representá-los em inglês).
- 'Sermons and Discourses … never before printed,' Edin. 1753, 2 vols. 8vo.
- 'Explication of the First Part of the Assembly's Shorter Catechism,' 1755, 8vo.
- 'A Collection of Sermons,' Edin. 1772, 12mo.
- 'A View of the Covenant of Works, from the Sacred Records, &c., and several Sermons,' Edin. 1772, 12mo.
- 'The Distinguishing Characters of true Believers … to which is prefixed a soliloquy on the art of man-fishing,' Edin. 1773, 12 meses.
- 'An Illustration of the Doctrines of the Christian Religion … upon the plan of the Assembly's Shorter Catechism,' &c. Edin. 1773, 3 vols. 8vo.
- 'Ten Fast Sermons,' 1773, 8vo; 'Worm Jacob threshing the Mountains' (sermão sacramental,, Is. xli. 14, 15), Falkirk, 1775, 8vo.
- 'The Christian Life delineated,' Edin. 1775, 2 vols. 12mo.
- 'Sermons,' 1775, 3 vols. 8vo,
- 'A View of this and the other World' (oito sermões), Edin. 1775, 8vo.
- 'Sermons on the Nature of Church Communion,' Berwick, 1785, 12mo.
- 'A Memorial concerning personal and family Fasting and Humiliation,' Edin. 1849, 12mo. 3rd ed., pref, and app. by Alex. Moody Stuart, A.M.
- 'The Crook in the Lot,' Glasgow, 1863, 12mo (com esboço biográfico).
- 'Whole Works,'  editado pelo Rev. Samuel McMillin, com a 'Marrow of Modern Divinity illustrated,' 1854, 12 vols. 8vo (várias das coleções acima se sobrepõem; o famoso sermão sobre o 'Crook in the Lot' foi muitas vezes reimpresso).
- The Crook in The Lot
- Human Nature in its fourfold state
- A view of the covenant of grace (reimpresso por Focus Christian Ministries Trust, ISBN 1-870223-21-7)
- Hell (reprinted by Diggory Press, ISBN 978-1-84685-748-5)
- The Art of Man-Fishing (reimpresso por Christian Focus Publications Ltd., ISBN 978-1-85792-106-9)
- Memoirs[2]
- Body of Divinity
- Miscellanies